# Chyrów (gmina)
Gmina Chyrów – dawna gmina wiejska funkcjonująca w latach 1942–1944 pod okupacją niemiecką w Polsce. Siedzibą gminy było miasto Chyrów, stanowiące odrębną jednostkę administracyjną.
Gmina Chyrów została utworzona przez władze hitlerowskie z obszaru dotychczasowej (okupowanej przez ZSRR 1939-41) gminy Bąkowice oraz ze wschodniej części gminy Starzawa, należących przed wojną do powiatu dobromilskiego w woj. lwowskim. Gmina Chyrów weszła w skład Landkreis Przemysl (powiatu przemyskiego), należącego do dystryktu krakowskiego Generalnego Gubernatorstwa. W skład gminy wchodziły miejscowości: Grodowice, Libuchowa, Polana-Śliwnica, Słochynie, Smereczna, Starzawa, Suszyca Wielka i Terło.
Po wojnie obszar gminy wszedł w struktury administracyjne Związku Radzieckiego.